# Bataille de la Montagne Blanche
Pour les articles homonymes, voir Montagnes Blanches et Bataille de Prague.
Guerre de Trente Ans
Batailles
La bataille de la Montagne Blanche (en tchèque : Bílá hora) se déroula le 8 novembre 1620, non loin de Prague. C'est l'une des premières et des plus importantes batailles de la guerre de Trente Ans.
Elle oppose une armée d'environ 21 000 hommes commandée par Christian Ier d'Anhalt-Bernbourg pour le compte de Frédéric V, roi protestant de Bohème, aux forces du Saint-Empire placées sous les ordres de Charles-Bonaventure de Longueval, comte de Bucquoy, combinées aux forces de la Ligue catholique, sous les ordres de Jean t'Serclaes de Tilly, regroupant ainsi 29 000 hommes qui obtiennent une victoire écrasante. Cette bataille marque la fin de la première période (période Palatine) de la guerre de Trente Ans.

## Prélude
Si la révolte de 1618 des États protestants en Bohême contre le roi catholique romain Ferdinand II du Saint-Empire commence bien, permettant de briser la politique d'isolement en élisant pour roi l'électeur palatin calviniste Frédéric V, les choses changent rapidement lorsque le duc de Bavière Maximilien Ier regroupe les forces de la Ligue catholique, et envoie le comte Tilly directement à Prague.

## Bataille

Carte de progression des deux armées

Le commandant protestant, Christian Ier d'Anhalt-Bernbourg, rassemble ses troupes et les déploie sur les pentes d'une colline, la Montagne Blanche (en tchèque : Bílá Hora, en allemand : Weißer Berg), bloquant ainsi la route de Prague. Son armée est essentiellement composée de mercenaires allemands et hongrois ainsi que de contingents tchèques et moraves. Ses troupes occupent une solide position : le flanc droit est couvert par un pavillon de chasse, et le flanc gauche par un ruisseau. Un autre ruisseau et quelques mares sont devant eux.
Observant la position ennemie, Tilly envoie ses hommes les mieux entraînés sur un petit pont pour traverser le ruisseau et attaquer le centre adverse. Ils sont soutenus par un feu d'artillerie très nourri. En à peine deux heures de combat acharné, le centre de la ligne ennemie est écrasé, ce qui met fin aux combats. Les régiments commandés par Heinrich Matthias von Thurn se sont enfuis dès la première attaque, suivis de peu par la cavalerie hongroise du colonel Kornisza.
Les quelque 3 000 cavaliers envoyés en renfort par le prince de Transylvanie Gabriel Bethlen arrivent trop tard pour secourir l'armée protestante.

## Aspects religieux
Au cours de cette bataille opposant catholiques et protestants, le carme déchaux espagnol Dominique de Jésus-Marie exhiba une image de l'Adoration des bergers mutilée par des iconoclastes, ce qui galvanisa les troupes catholiques.

## Conséquences
Les protestants perdent 5 000 hommes dans la bataille et laissent l'ensemble de leur artillerie et de leur matériel sur place. Tilly peut alors entrer dans Prague. La liberté de religion est supprimée. Vingt-sept des chefs de l'insurrection sont exécutés sur la place de la Vieille-Ville, au centre de Prague. Frédéric V, récemment élu roi le 4 novembre 1619, s'enfuit également. La brièveté de son règne, tout juste un an, lui vaudra le surnom de roi d'un hiver.
L'issue de la bataille met fin à l'indépendance du royaume de Bohême pour une période de 300 ans. Les troupes espagnoles, cherchant à encercler les provinces hollandaises rebelles, occupent le palatinat du Rhin. Le protestantisme menaçant d'être débordé en Allemagne, le Danemark entre dans le conflit, attisant ainsi la guerre de Trente Ans qui ne prendra fin qu'en 1648.
La bataille de la Montagne-Blanche a eu des conséquences durables dans l'histoire de l'Europe centrale : elle ouvre à nouveau la voie au catholicisme et à l'affirmation de l'absolutisme dans les pays autrichiens et bohémiens.
La bataille a également eu un effet dramatique sur la langue tchèque. La classe éduquée des Tchèques adopta la langue allemande. La langue tchèque va devoir se revitaliser comme langue littéraire dans le mouvement de la Renaissance nationale tchèque de la fin du XVIIIe – début du XIXe siècle, ce qui peut encore être entendu aujourd'hui comme une diglossie.

## Galerie

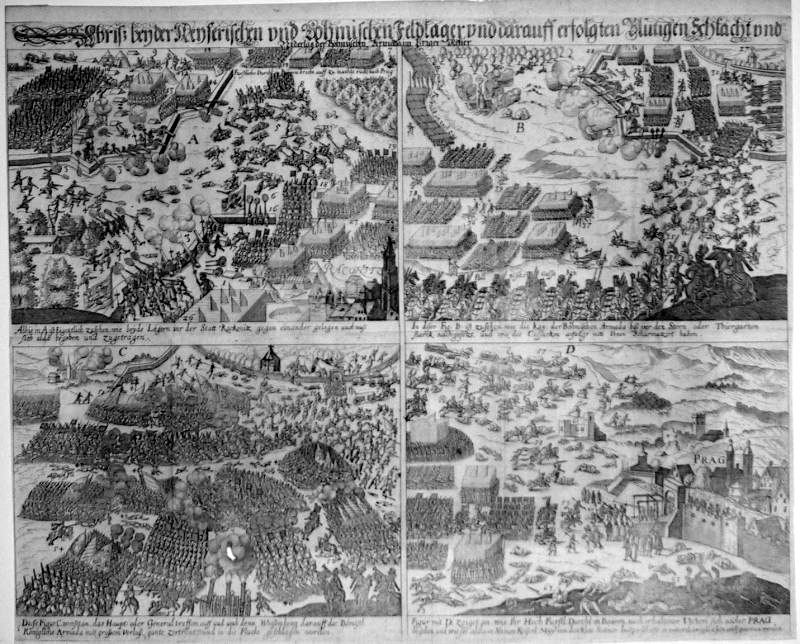
Une représentation d'époque
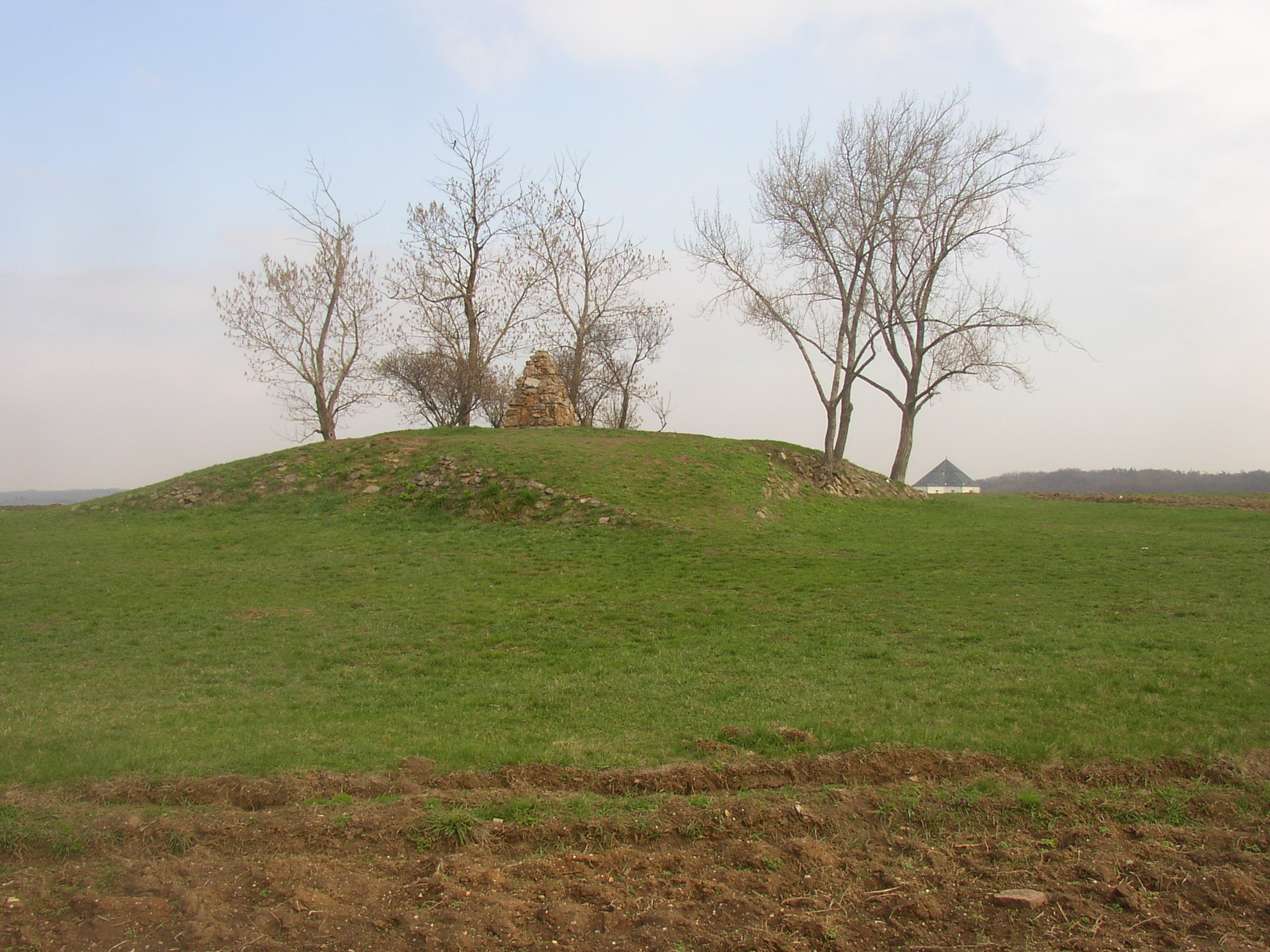
le mémorial de 1920

### Articles liés
- Guerre de Trente Ans
- Pavillon de l'étoile
- Dominique de Jésus-Marie